# Isavélla Dára
Isavélla Dára (grec moderne : Ισαβέλλα Δάρα), née en 1978 à Athènes, est une mannequin, animatrice de télévision, artiste et femme politique grecque, qui fut élue Miss Europe en 1997.

## Biographie
En 1997, elle est élue Miss Star Hellas. Quelques mois plus tard, elle remporte le titre de Miss Europe 1997 à Kiev en Ukraine.
Isavélla Dára poursuit une carrière dans le mannequinat en posant pour plusieurs magazines tels que Triumph International, Gala, Madame magazine, Maxim et Playboy et une dans le domaine artistique notamment dans la musique et la comédie.
En 2007, elle obtient un diplôme de piano, noté par un jury. Elle fait de la composition pour de la musique classique et devient chef d' orchestre, diplômée du Conservatoire d'Athènes, et enchaîne le Conservatoire de Nakas. Elle a également joué dans des comédies musicales grecques comme la vie de 1500 drachmes et la Bibliothèque musicale de Lilian Voudouri.
Elle parle cinq langues : le grec, le français, l'anglais, l'italien et un peu l'allemand.